# Kirche der Evangelisch-Freikirchlichen Gemeinde (Berlin-Tempelhof)

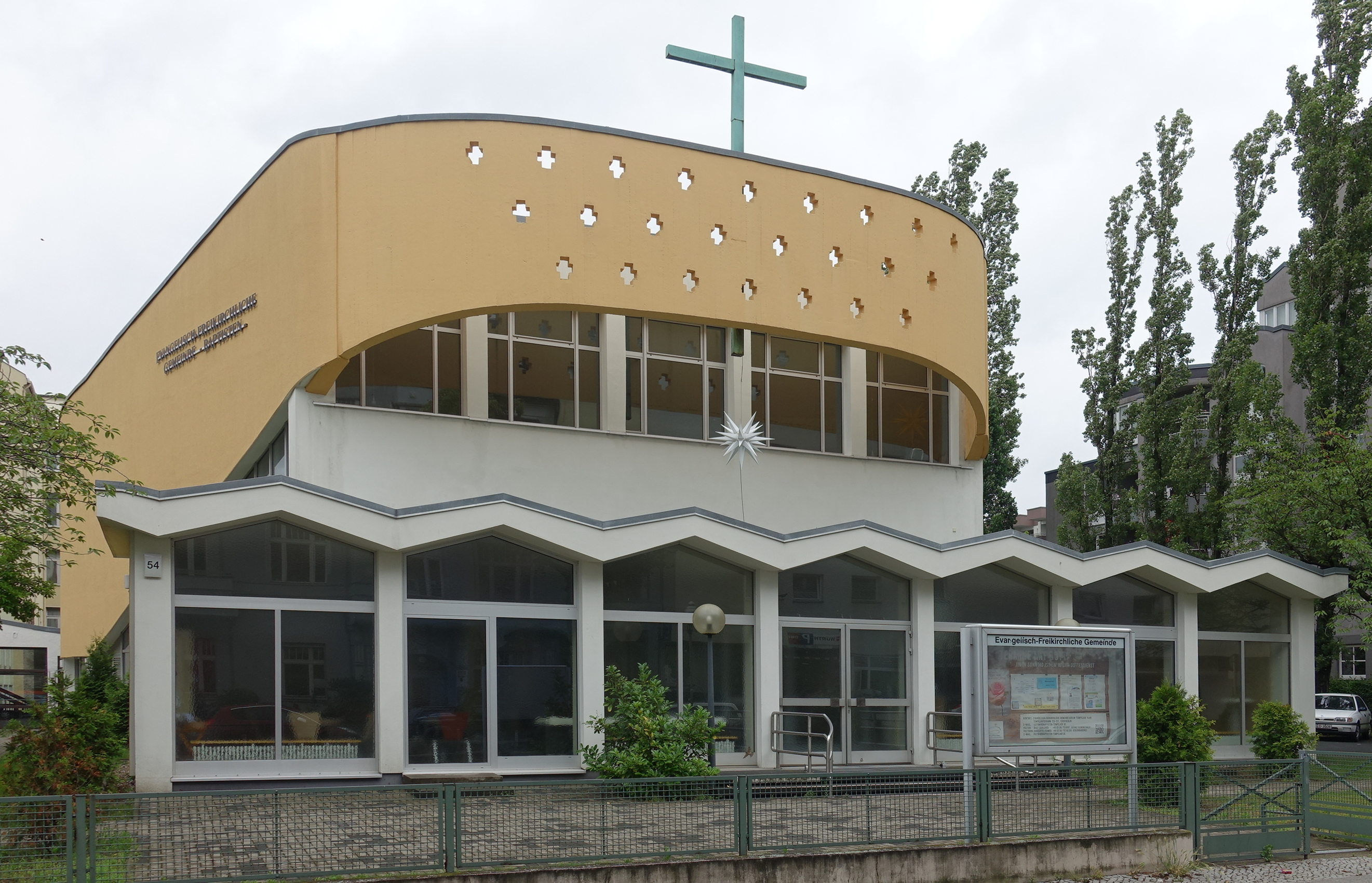
Evangelisch-Freikirchliche Gemeinde (Berlin-Tempelhof)

Die Kirche der Evangelisch-Freikirchliche Gemeinde (Baptisten) ist eine Kirche am Tempelhofer Damm 133 in Berlin-Tempelhof.

## Geschichte
Baptisten in Berlin sind mit dem späteren Prediger Gottfried Wilhelm Lehmann verbunden. Aufgewachsen in Berlin, lebte er als junger Mann einige Jahre in Ostfriesland. Obwohl lutherisch erzogen, lernte er dort junge engagierte Christen aus der Reformierten Kirche und von den Mennoniten kennen. Zurück in Berlin, hielt sich Lehmann an pietistische Gemeinschaften der Bethlehemskirche und der Herrnhuter Brüdergemeine. Er beteiligte sich an der missionarischen Arbeit durch Verteilen von Bibeln und Traktaten.
Hierbei lernte Lehman Johann Gerhard Oncken kennen. 1834 kam der baptistische Theologe Barnas Sears nach Hamburg, um eine Gemeinde getaufter Christen zu gründen. Am 22. April 1834 wurde die Taufe von Oncken und sechs weiteren Taufbewerbern in der Elbe vollzogen und die erste Baptistengemeinde in Deutschland gegründet. Die Nachricht von der Taufe Onckens und von der Gründung der Gemeinde getaufter Christen in Hamburg wurden in Berlin sehr kritisch diskutiert. Auch Lehmann ist verunsichert. Allein seine Frau Leonore war von der Richtigkeit der Gläubigentaufe überzeugt. So ließen sich am 13. Mai 1837 Gottfried Wilhelm und Leonore Lehmann und vier weitere Personen im Rummelsberger See von Oncken heimlich taufen, der aus Hamburg angereist war. Am 14. Mai 1837  versammelte sich eine kleine Schar in einer Wohnung in der Rosenthalerstraße 34 um den Tisch des Herrn. Damit war die erste Baptistengemeinde nach apostolischer Ordnung gegründet. Am 31. Mai war die kleine Schar an der Stralauer Brücke 5 bei Lehmann versammelt und schritt zur „Konstituierung“ der Gemeinde, d. h. sie gab sich eine Ordnung.

## Baugeschichte
Erster Versammlungsort der Berliner Gemeinde war die Wohnung von Lehmann in der Blumenstraße 64, vom 10. Juli bis September 1841 war der Versammlungsort in der Kreuzgasse, später dann in der Scharrenstrasse 18. 
Im Juni 1840 wird Lehmann in London durch sechs englische Baptistenpastoren zum Prediger bzw. Pastor ordiniert. Nun konnte er selbst in Berlin die Taufen vollziehen. Lehmann sammelte in England 1200 Pfund Sterling, die zum Kauf eines Grundstücks in der Schmidstraße 17 für die eigene Kapelle verwendet wurden. Die Widerstände seitens der Kirchen und der Stadtverwaltung waren erheblich. In den Kirchen wurde vor den Wiedertäufern gewarnt. Da für die Baupolizei keine Baptistengemeinde in Berlin existierte, wurde nicht sie, sondern nur Herr Lehmann als Eigentümer im Bauplan akzeptiert. 1847 begann der Bau einer Kapelle auf dem Grundstück Schmidstraße 17. Am 26. März 1848 fand die erste Versammlung in der neuen Kapelle statt. Auf Grund des Ergebnisses einer weiteren Kollektenreise durch England konnte die Kapelle aufwendig erweitert und mit einem Taufbassin ausgestattet werden. Die Predigt im ersten Gottesdienst am 10. November 1861 hält Julius Köbner. Ab April 1884 war Eduard Scheve Prediger der Berliner Gemeinde. Da die Gemeinde stark anwuchs, wurde sie 1887 geteilt. Im östlichen Teil der Stadt wurde zunächst am 22. November ein Lokal in der Koppenstraße 35 gemietet. Am 9. Oktober 1887 wurde eine neue Kapelle in der Gubener Straße 11 eingeweiht. Verfassungsmäßig blieben beide Gemeindegruppen eine Rechtsgemeinde. 
Am 4. Juli 1890 beschloss die Korporationsgemeinde die alte Kapelle in der Schmidstraße abzureißen und auf dem Grundstück eine neue Kapelle und ein Wohnhaus zu errichten. Die Einweihung fand am 15. November 1891 statt. 
Am 3. Februar 1945 wurde die Kapelle in der Schmidstraße bei einem Luftangriff zerstört. Vorübergehend nutzte die Gemeinde aus der Schmidstraße die Christus-Kirche der Evangelischen Gemeinschaft mit. Ab 1960 befindet sich die Evangelisch-Freikirchliche Gemeinde Berlin-Tempelhof am Tempelhofer Damm 133–137.

## Rechtliches
Erst das königliche Patent vom März 1847 gestattete jedem den Austritt aus der Landeskirche. Ferner wurde die Zivilehe eingeführt, so dass Baptisten nun nicht mehr in der Landeskirche heiraten mussten. Das Recht auf Versammlungs- und Religionsfreiheit brachte die Deutsche Revolution 1848/1849.
Am 28. Juni 1879 erhielt die Berliner Baptistengemeinde auf Grund des Gesetzes vom 7. Juli 1875 den Körperschaftsstatus. Am 19. Februar 1882 stirbt Lehmann. Die Beerdigung findet am 24. Februar auf dem Alten Luisenstädtischen-Friedhof statt. Am 17. Januar 1894 bekommt das „Statut der Gemeinde getaufter Christen (Baptisten) zu Berlin“ seine Gültigkeit. Danach gibt es nur eine Rechtsgemeinde mit vermögensrechtlichen Befugnissen in Berlin. Daneben bildet jede Gemeindegruppe eine sogenannte „Kultusgemeinde“ mit eigenen Vorstand, die alle inneren Angelegenheiten selbstständig verwaltet. Die Evangelisch-Freikirchliche Gemeinde Berlin-Tempelhof ist Rechtsnachfolgerin der Baptistengemeinde der Schmidstraße an. Sie ist Mitglied im Bund Evangelisch-Freikirchlicher Gemeinden.